# Luigi Marengo
Pour les articles homonymes, voir Marengo.
Luigi Marengo, né le 3 février 1928 à Gallarate, Province de Varese et décédé dans la même ville le 5 janvier 2010, était un peintre italien.

## Biographie
Luigi Marengo, dont les peintures ont été exposées dans toute l'Italie et dans le monde entier, y compris au Grand Palais de Paris, et au Jardin Contemporain, Venise, a vu ses œuvres figurer dans de nombreuses collections publiques et privées à l'échelle internationale.
Dans ses premières années, Marengo a été inspiré par les paysages naturels dans et autour de l'Italie du Nord. Il a trouvé son style devenu sa signature au début des années 1940 avec son genre éponyme, Instinctivism of the Sign. Décrit comme une combinaison unique de l'abstrait et de l'expressionnisme, Marengo a tenté de dépeindre la vie instinctive et les expressions de l'homme moderne qu'en raison de la domination de la technologie dans la vie, qui est par nature solitaire et désolée.
Marengo tenté d'expliquer son expérience picturale dans le développement de Signe des années 1940 aux années 1960, dans une lettre à un critique en 1972: « je me suis senti obligé d'insérer dans chaque tableau, un Signe. De cette façon, j'ai l'intention d'expliquer que l'homme doit plagier sa propre subjectivité...Aller de l'avant avec de telles ressources, le Instinctif Signe a évolué vers des formes géométriques telles que des triangles, des cercles et des carrés...Avec cette méthode, la pantomime conduit à une dimension réelle et objective ».
La fondation Luigi Marengo a été créée en 2006 dans le but d'assurer la préservation du patrimoine artistique de Marengo et pour protéger les droits intellectuels de ses œuvres.